# (25832) Van Scoyoc
(25832) Van Scoyoc est un astéroïde de la ceinture principale d'astéroïdes.

## Description
(25832) Van Scoyoc est un astéroïde de la ceinture principale d'astéroïdes. Il fut découvert le 3 mars 2000 à Socorro (Nouveau-Mexique) par le projet LINEAR. Il présente une orbite caractérisée par un demi-grand axe de 3,00 UA, une excentricité de 0,09 et une inclinaison de 9,2° par rapport à l'écliptique.

## Compléments